# Rio (Amatrice)
Rio (Villa Rio o Villa Rivo) es una fracción del municipio de Amatrice en la Provincia de Rieti. Se encuentra a unos 6 kilómetros del centro de la ciudad. Situada a 930 metros sobre el nivel del mar, se encuentra dentro del límite del área protegida del Parque nacional del Gran Sasso y Montes de la Laga cerca del arroyo Caporio.

El 24 de agosto de 2016, Rio sufrió graves daños, con el 90% de los edificios destruidos, como consecuencia del terremoto de Italia central de agosto de 2016.

## Principales atracciones
- Oratorio de Nuestra Señora de Loreto: construido a finales del siglo XVI por los Orsini, señores de Amatrice. Después del terremoto, se derrumbó parcialmente.[3]
- Plantas raras: a lo largo del arroyo Fosso Caporio se encuentran bellotas de abedul verrucoso (Betula pendula).[4]